# 氷川神社 (中野区沼袋)
氷川神社（ひかわじんじゃ）は、東京都中野区沼袋にある神社。地名を冠して沼袋氷川神社（ぬまぶくろひかわじんじゃ）とも称される。

## 由緒
当神社は後村上天皇の時代の正平年間（1346年 - 1370年）に武蔵国の一の宮である氷川神社（現在の埼玉県さいたま市）から分霊され、祀られたことに由来する。後の文明9年（1477年）に太田道灌が豊島氏との間で合戦(江古田・沼袋原の戦い)の際に、当神社に陣営を置いたと言われ、その際戦勝を祈願して境内に杉の木を植えたと言われている。これが「道灌杉」と呼ばれ、高さ30メートルほどの大木となり、長く親しまれてきたが1942年に枯死した。（現在では切り株が残っている）社殿は幾度か築造されてきたが、1988年に昭和天皇在位60年を記念して作られた社殿が、1年数か月後の1990年に過激派によるゲリラにより焼失してしまう。現在の社殿は翌1991年に造営されたものである。
祭神は須佐之男命。須佐之男命は威光が強いことでも有名で、主に厄除けや学問の御利益があり、古くから親しまれ続けている神様である。

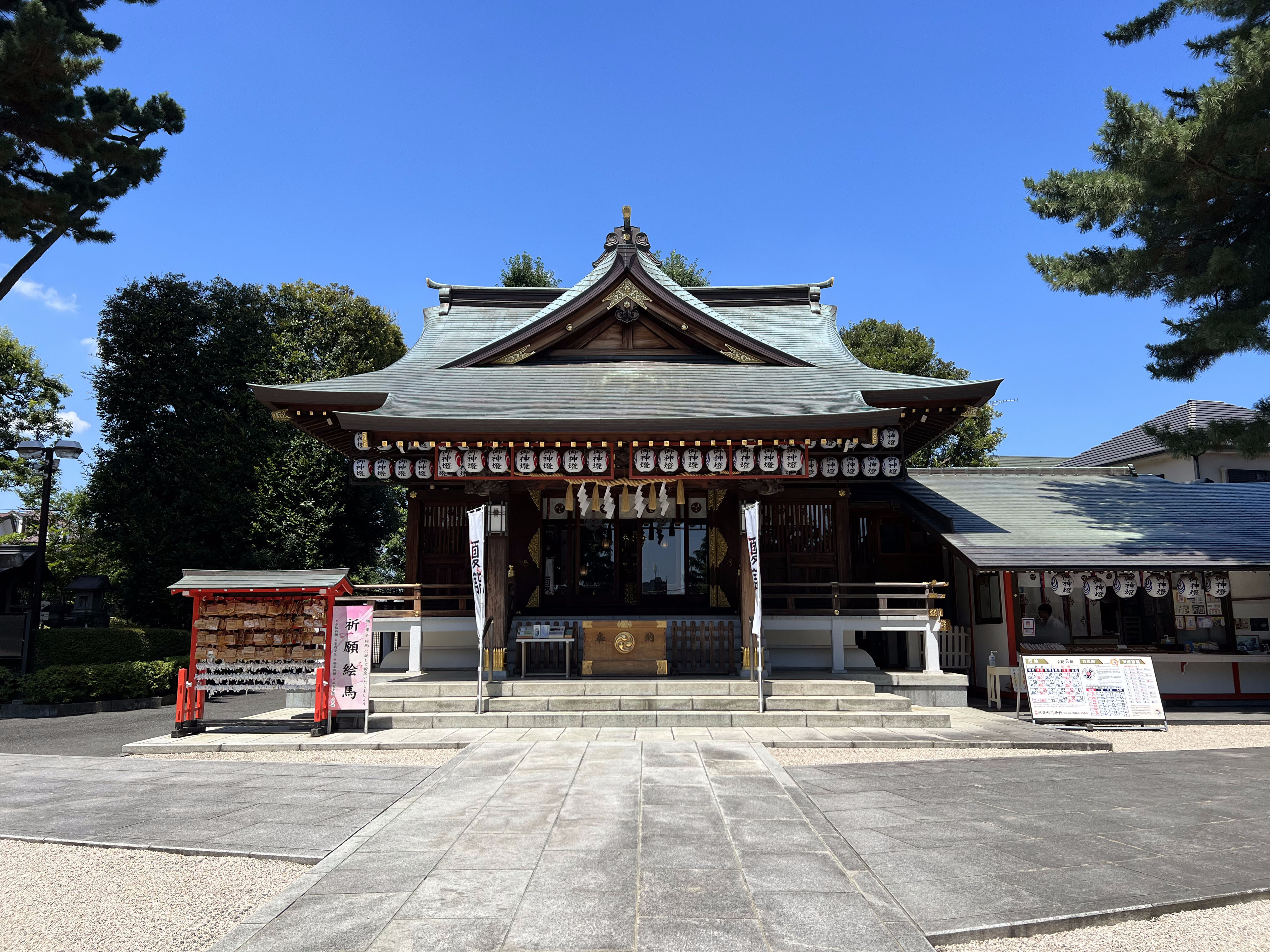
拝殿
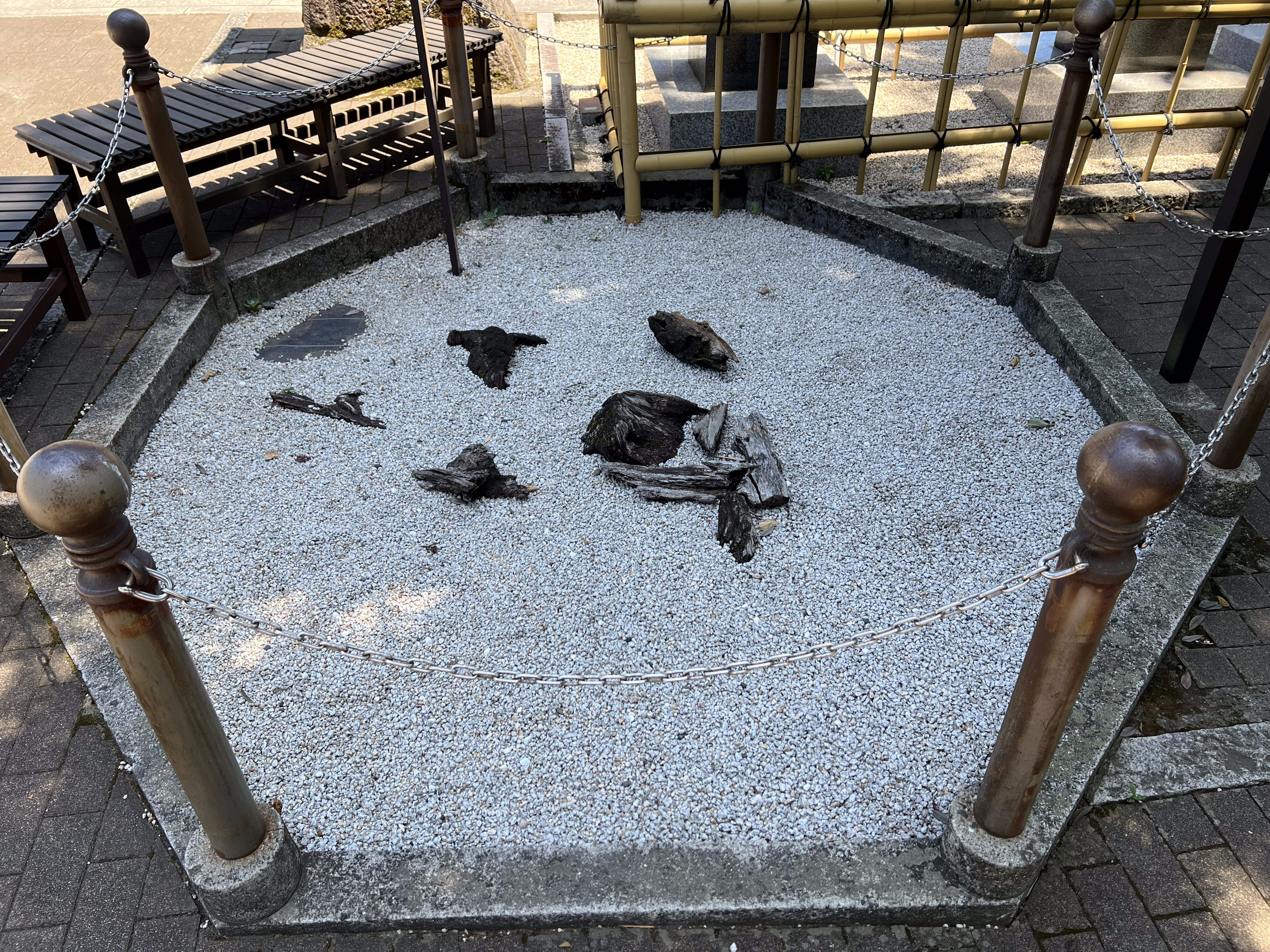
道灌杉

## 境内社
- 天王社
- 稲荷神社
- 御嶽神社

## 祭事
- 1月1日 - 歳旦祭
- 1月3日 - 元始祭
- 2月17日 - 祈年祭
- 6月22日 -天王祭
- 8月第三土・日曜日 - 例大祭
- 11月23日 - 新嘗祭
- 12月23日 - 天長祭
- 12月31日 - 年越の大祓

## アクセス
- 西武新宿線・沼袋駅より徒歩2分。
- 拝観は無料。